# Parada de Ester
Parada de Ester is een plaats (freguesia) in de Portugese gemeente Castro Daire en telt 790 inwoners (2001).